# Milada Netušilová
Milada Netušilová (29. prosince 1911 Kladno – 30. října 1999 Praha[zdroj?]) byla česká a československá odborová funkcionářka a politička Komunistické strany Československa; poúnorová poslankyně Národního shromáždění ČSR.

## Biografie
Narodila se v Kladně v hornické rodině. Původní profesí byla obchodní příručí. Členkou KSČ se stala roku 1939. Po válce působila v ÚRO a po únorovém převratu zastávala funkci tajemnice Krajské odborové rady v Plzni, do které nastoupila na podzim 1948.
Ve volbách roku 1948 byla zvolena do Národního shromáždění za KSČ ve volebním obvodu Plzeň. V parlamentu zasedala až do konce funkčního období, tedy do voleb v roce 1954.
V roce 1963 se uvádí jako předsedkyně ústředního výboru Odborového svazu zaměstnanců ve spotřebním průmyslu, roku 1969 jako generální tajemnice mezinárodního odborového sdružení pracujících v textilním, oděvním a kožařském průmyslu.